# Clélia Barbieri
Clelia Barbieri (San Giovanni in Persiceto, 13 de febrero de 1847- Bolonia, 13 de julio de 1870) fue una religiosa italiana del siglo XIX, fundadora de las Hermanas Mínimas de Nuestra Señora de los Dolores de la familia de la Orden de los Servitas de Maria. Es la fundadora más joven de una congregación en la historia de la Iglesia.

## Infancia
Clelia nació en Le Budrie de San Giovanni, el 13 de febrero de 1847. sus padres, Giuseppe Barbieri y Giacinta Nannetti formaron un matrimonio unido y profundamente cristiano, aunque Giuseppe era de un medio pobre y su esposa antes de su casamiento tenía una cierta fortuna.
La pequeña Clelia perdió a su padre cuando solo tenía 8 años, y conoció así desde joven las grandes dificultades. Ayudada por una sensibilidad precoz, pudo hacer su primera comunión el 17 de junio de 1858 y desde entonces pudo poner su fe al servicio de los más pobres, ayudándoles o enseñándoles el catecismo.

## Fundación
El 1 de mayo de 1868, aun con falta total de recursos, se une a 3 acompañantes y se instalan en una casa cerca de la iglesia parroquial.
Estas jóvenes se entregaron a la educación de la juventud (instrucción general del catecismo), la asistencia a los pobres y abandonados, así como a la curación y atención de los enfermos
El pequeño grupo de base se agranda rápidamente. La población pone sus ojos en Clelia como la guía y la llaman Madre. Ella solo tenía 22 años. Se la llamará así hasta su muerte, la cual ocurrió de forma prematura. Apenas 2 años más tarde muere de tuberculosis.
Dijo a sus hermanas antes de morir: « Me voy, pero nunca las abandonaré. Verán, cuando en los campos cercanos a la iglesia se edifique la nueva casa, ya no estaré... Serán cada vez más numerosas en toda la tierra para trabajar en la viña del Señor. Llegará el día en que, a Le Budrie, llegarán multitudes en carrozas y caballos...»
Y más : «Me voy al paraíso y todas las hermanas de nuestra familia que murieran tendrán la vida eterna»
Actualmente, su fundación es activa en Italia, India y Tanzania con cerca de 1.300 religiosas repartidas en 35 casas.

## Beatificación y canonización
- Beatificada el 27 de octubre de 1968 por el Papa Pablo VI.
- Canonizada el 9 de abril de 1989 por el Papa Juan Pablo II.